# جنگل مونتمورانسی
جنگل مونتمورانسی (به انگلیسی: Montmorency Forest) یک جنگل در کانادا است که در استان کبک واقع شده‌است.